# Zabrachia beameri
Zabrachia beameri är en tvåvingeart som beskrevs av Kraft och Cook 1961. Zabrachia beameri ingår i släktet Zabrachia och familjen vapenflugor. Inga underarter finns listade i Catalogue of Life.